# Begraafplaats van Orcq
De Begraafplaats van Orcq is een gemeentelijke begraafplaats in het Belgische dorp Orcq, een deelgemeente van Doornik. Ze ligt 270 m ten noorden van het dorpscentrum (Sint-Agathakerk), aan de Rue du Bas Chemin.

## Britse oorlogsgraven
Op de begraafplaats ligt een perk met 16 Britse gesneuvelden uit de Eerste Wereldoorlog. Zij behoorden allemaal tot de 74th (Yeomanry) Division en sneuvelden in oktober en november 1918 gedurende het geallieerde eindoffensief. De graven worden onderhouden door de Commonwealth War Graves Commission en staan er geregistreerd als Orcq Communal Cemetery.

### Onderscheiding
- R. Izatt, korporaal bij de Black Watch (Royal Highlanders) ontving de Military Medal (MM).